# Sergei Alexejewitsch Tschuchrai
Sergei Alexejewitsch Tschuchrai (russisch Сергей Алексеевич Чухрай; * 31. Mai 1955 in Kuibyschewka-Wostotschnaja) ist ein ehemaliger sowjetischer Kanute, er war dreifacher Olympiasieger und dreifacher Weltmeister.
Seine erste Weltmeisterschaftsmedaille gewann Sergei Tschuchrai 1974 in Mexiko-Stadt, wo er die Silbermedaille mit der 4-mal-500-Meter-Kajakstaffel erhielt. Zwei Jahre später gewann Tschuchrai seine erste olympische Goldmedaille, als er bei den Olympischen Spielen 1976 in Montreal zusammen mit Alexander Degtjarjow, Jurij Filatow und Wolodymyr Morosow im Viererkajak siegte.
Bei der Weltmeisterschaft 1978 in Belgrad erkämpfte Tschuchrai zusammen mit Wladimir Trainikow die Bronzemedaille über 500 Meter und die Goldmedaille über 1000 Meter. Im Jahr darauf gewann er bei der Weltmeisterschaft in Duisburg einen kompletten Medaillensatz. Zusammen mit Uladsimir Parfjanowitsch siegte er über 500 Meter. Im Zweierkajak über 1000 Meter erhielt er mit Trainikow die Bronzemedaille. Ein dritter Podestplatz gelang Tschuchrai im Viererkajak über 500 Meter mit dem zweiten Platz. Bei den Olympischen Spielen 1980 in Moskau gewann er zusammen mit Uladsimir Parfjanowitsch die Wettkämpfe im Zweier-Kajak über 500 Meter und 1000 Meter.
Seinen dritten Weltmeistertitel gewann Tschuchrai 1982 in Belgrad im Viererkajak über 10.000 Meter. 1983 gewann er bei der Weltmeisterschaft in Tampere noch einmal eine Silbermedaille im Vierkajak über 500 Meter und eine Bronzemedaille über 1000 Meter.